# Nord (film)
(Jomar)
Nord è un film del 2009 diretto da Rune Denstad Langlo.
Il film venne presentato il 6 febbraio 2009 al Festival di Berlino dove gli fu conferito, ex aequo, il premio "Berlin Europa Cinemas Label".

## Trama
Jomar è il guardiano di un impianto di risalita di una stazione sciistica norvegese poco frequentata. Tiene a stento a bada la depressione che, a soli trent'anni, lo ha fatto fallire nello sci e perdere la donna che amava. Un giorno lo raggiunge un suo vecchio amico, Lasse. Jomar gli rimprovera di avergli rubato la sua amata, ma Lasse gli ricorda quanto lui l'avesse trascurata. Tra i due c'è ancora della ruggine ma Lasse vuole solo informare il vecchio amico che Leanna non gli interessa più e gli ricorda che ha un figlio di quattro anni che sta con lei e non ha mai avuto un padre e ora nemmeno più un patrigno.
Quando, qualche giorno più tardi, un incidente domestico dà luogo ad un principio di incendio, Jomar decide d'istinto di lasciarsi tutto dietro. Mentre il capanno in cui viveva e lavorava è avvolto dalle fiamme, prende la motoslitta e si dirige verso nord, per raggiungere Leanna e suo figlio distanti circa 900 chilometri.
Il lungo viaggio attraverso foreste e montagne innevate, lo porta a fare alcuni incontri molto significativi.
Le tappe fondamentali del viaggio sono tre. Nella prima una ragazzina che vive isolata dal mondo con la nonna, lo soccorre e lo cura in casa sua finché non guarisce dall'infiammazione agli occhi che lo aveva reso temporaneamente cieco. Quindi, quando la motoslitta lo lascia a piedi, un ragazzo lo prende in casa sua e dopo poche ore passate insieme gli promette eterna amicizia e gli dà tutto l'occorrente per riprendere il viaggio con gli sci. L'ultimo incontro è con un anziano che si è isolato dalla famiglia per vivere da solo in una tenda sopra un lago ghiacciato. Jomar sarà il suo ultimo confidente, prima che si lasci inghiottire dalle acque del lago al primo disgelo.
Tre diverse forme di solitudine e soprattutto tre testimonianze di calore umano che danno ulteriore forza a Jomar per riprendersi quella vita che si è lasciato sfuggire.
Così, vinte le ultime titubanze, procede sicuro, finché non riconosce una casa, vi va incontro per poi fermarsi di fronte ad un bambino che sembrava lo stesse aspettando.